# Vatica
Vatica es un género de plantas fanerógamas de la familia Dipterocarpaceae.  Comprende 163 especies descritas.

## Taxonomía
El género fue descrito por Carlos Linneo y publicado en Mantissa Plantarum 2: 152, 242. 1771. La especie tipo es: Vatica chinensis L.
Etimología

## Especies seleccionadas
| - Vatica affinis Thwaites - Vatica albirams Slooten - Vatica badiifolia P.S.Ashton - Vatica bantamensis (Hassk.) Benth. & Hook. ex Miq. - Vatica bella Slooten - Vatica borneensis Burck - Vatica brevipes P.S.Ashton - Vatica brunigii P.S.Ashton - Vatica cauliflora P.S.Ashton - Vatica chartacea P.S.Ashton - Vatica chinensis L. - Vatica cinerea King - Vatica compressa P.S.Ashton - Vatica congesta P.S.Ashton - Vatica coriacea P.S.Ashton - Vatica cuspidata (Ridl.) Symington - Vatica diospyroides Symington - Vatica dulitensis Symington - Vatica elliptica Foxw. - Vatica endertii Slooten - Vatica flavida Foxw. - Vatica flavovirens Sloot. - Vatica glabrata P.S.Ashton - Vatica globosa P.S.Ashton - Vatica granulata Slooten - Vatica guangxiensis S.L.Mo - Vatica havilandii Brandis - Vatica heteroptera Symington - Vatica hullettii (Ridl.) P.S.Ashton - Vatica lanceaefolia Blume - Vatica lobata Foxw. | - Vatica lowii King - Vatica maingayi Dyer - Vatica mangachapoi Blanco - Vatica maritima Slooten - Vatica micrantha Slooten - Vatica nitens King - Vatica oblongifolia Hook.f. - Vatica obovata Slooten - Vatica obscura Trimen - Vatica odorata (Griff.) Symington - Vatica pachyphylla Merr. - Vatica pallida Dyer - Vatica parvifolia P.S.Ashton - Vatica patentinervia P.S.Ashton - Vatica pauciflora (Korth.) Blume - Vatica pedicellata Brandis - Vatica pentandra P.S.Ashton - Vatica perakensis King - Vatica philastraena Pierre - Vatica rassak (Korth.) Blume - Vatica ridleyana Brandis - Vatica rotata P.S.Ashton - Vatica rynchocarpa Ashton - Vatica sarawakensis Heim - Vatica scortechinii (King) Brandis - Vatica soepadmoi Ashton - Vatica stapfiana (King) Slooten - Vatica teysmanniana Burck - Vatica umbonata (Hook.f.) Burck - Vatica venulosa Blume - Vatica vinosa P.S.Ashton - Vatica xishuangbannaensis G.D.Tao & J.H.Zhang |